# 別相信任何人 (電影)
是一部根據2011年S.J.華森所著同名小說改編的美國劇情片。由羅文·約菲編劇與執導，妮可·基嫚、柯林·佛斯、馬克·史壯和安-瑪莉·達芙主演。2013年2月，在英國倫敦開鏡。

## 劇情
每天早上醒來，克莉絲汀（妮可·基嫚 飾）都身處在陌生的房間，身旁躺著一個不認識的男人。男人耐心說明：我是妳丈夫班恩，妳今年40歲，20年前遭遇嚴重車禍，從此記憶受損。每天她也會接到陌生的醫師來電，要她到衣櫥裡的鞋盒找出被藏起來的祕密。 
原來，克莉絲汀(妮可基曼飾)在每天睡前會用相機拍下今天所發生的的事作為自己的「影像備忘錄」，提醒明天失憶的自己。克莉絲汀藉著影像，一天天重建自己的歷史，但她所發現的細節和班恩、醫師的說法卻經常產生矛盾。這一天她醒來，打開相機，沒想到卻看到影像中的自己說: 別相信班恩……

## 演員
| 角色                            | 演员                 |
| 克莉絲汀·盧卡斯 Christine Lucas | 妮可·基嫚            |
| 班恩 Ben Lucas                  | 柯林·佛斯            |
| 奈許 Dr. Nash                   | 馬克·史壯            |
| 克萊兒 Claire                   | 安-瑪莉·達芙         |
| 亞當 Adam                       | Dean-Charles Chapman |
| Nurse Kate                      | Jing Lusi            |
| Emily                           | Rosie MacPherson     |
| Husband                         | Adam Levy            |

## 製作
2011年5月1日，知名美國導演雷利·史考特買下了小說《別相信任何人》的電影改編版權，並邀請羅文·約菲編劇與執導。2012年2月，妮可·基嫚加盟此片，同年10月31日，馬克·史壯亦加入演員陣容。2013年2月6日，柯林·佛斯確定加入劇組。

## 反响
美国首周末三天仅获得203万美元，分别创下了妮可·基德曼和科林·费斯两人主演影片职业生涯的最低记录。
此片的口碑比较差。根據爛番茄網站，新鮮度仅有37％；在Metacritic網站則有42分（滿分100）；IMDb平均為6.5分。英國《每日星報》的影評人Andy Lea則對妮可·基嫚的表現給予正面評價。

## 外部連結
- 互联网电影数据库（IMDb）上《別相信任何人》的资料（英文）
- 爛番茄上《別相信任何人》的資料（英文）
- Metacritic上《別相信任何人》的資料（英文）
- Box Office Mojo上《別相信任何人》的資料（英文）
- 開眼電影網上《別相信任何人》的資料（繁體中文）
- 时光网上《別相信任何人》的資料（简体中文）
- 豆瓣电影上《別相信任何人》的資料 （简体中文）